# Tetracis fuscata
Tetracis fuscata là một loài bướm đêm thuộc họ Geometridae. Nó là loài duy nhất được tìm thấy ở Colorado và Wyoming.
The length of the forewings 19–23 mm. Con trưởng thành bay từ cuối tháng 8 đến tháng 9, nhưng thời gian bay thay đổi hàng năm phụ thuộc vào điều kiện thời tiết và chúng ngừng bay khi có sương mù núi dày.